# Conselheiro do Rei

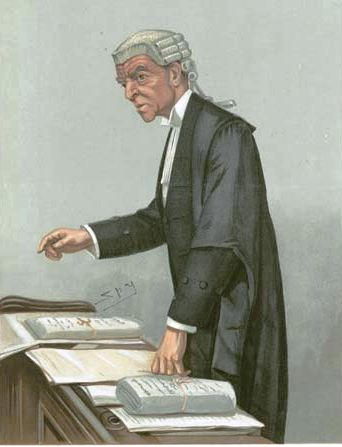
Um Conselheiro do Rei trajando vestes formais destinadas a um tribunal

Um Conselheiro do Rei (pós-nomina KC), Conselheiro da Rainha (pós-nominal QC) durante o reinado de uma rainha, é um advogado proeminante (na sua maioria barristers) que são nomeados pelo monarca para ser um "Conselheiro de Sua Majestade versado em direito" em certos países pertencentes a Commonwealth. O termo também é reconhecido como um honorífico. Existem membros por várias jurisdições da Commonwealth ao redor do mundo, enquanto em algumas jurisdições o nome foi substituído por um sem conotações monárquicas, como "Conselheiro Sênior" ou "Advogado Sênior". Conselheiro do Rei é uma posição legal conferida pela Coroa, sendo assim reconhecida em tribunais.